# 符廷贵
符廷贵（1944年8月—），辽宁省盘山县人，1966年4月加入中国共产党，1963年12月参加工作，1963年12月参加中国人民解放军，上将军衔。

## 履历
1963年12月至1967年11月陆军战士、团电影组放映员；1967年11月至1970年2月陆军团政治处干事；1970年2月至1971年6月陆军师政治部干事；1971年6月至1979年6月吉林省军区政治部秘书处秘书、副处长；1979年6月至1980年10月吉林省军区政治部组织处副处长；1980年10月至1981年7月陆军团副政治委员；1981年7月至1983年5月陆军团政治委员；1983年5月至1988年7月陆军师政治委员（期间：1985年9月至1988年7月在国防大学基本一系学习）；1988年7月至1991年8月陆军集团军政治部副主任；1991年8月至1994年8月吉林省军区政治部主任；1994年8月至2001年7月陆军集团军政治委员（期间：1992年8月至1994年12月在中共中央党校经济管理专业函授学习；2001年3月至7月在国防大学正军职以上干部培训班学习）。
2001年7月至2003年12月北京军区政治部主任、军区党委常委；2003年12月至2009年12月任北京军区政治委员。2008年，担任中共十七届中央委员，全国人大农业与农村委员会副主任委员。
中共第十六、十七届中央委员。1994年7月晋升为少将军衔，2002年7月晋升为中将军衔，2006年6月24日晋升为上将军衔。